# 中国科学院西北高原生物研究所
中国科学院西北高原生物研究所是中华人民共和国的一所高原生态学、生物资源研究机构，是中国科学院的直属研究单位，位于青海省西宁市。

## 历史沿革
中国科学院西北高原生物研究所的前身是中国科学院青海分院所属生物研究所、化学研究所。
1961年中共青海省委宣传部、青海省科委党组向中共青海省委报告，将原属青海分院的生物研究所划归中国科学院西北分院下属。1962年1月，省委批复同意，正式改为中国科学院西北高原生物研究所。
1965年，中国科学院将中国科学院动物研究所的动物生态室和昆虫生态室并入。
1970年，改名为青海省革命委员会科学技术委员会生物研究所，隶属青海省科委领导。
1979年7月19日，更名为中国科学院西北高原生物研究所，受中国科学院和青海省双重领导，以中国科学院为主。

## 历任所长
- 冯浪
- 常韬
- 夏武平
- 李家藻
- 王祖望[註 1]
- 樊乃昌
- 杜继曾
- 张宝琛
- 赵新全
- 张怀刚
- 陈世龙

1. ↑  王祖望，中国科学院动物研究所研究员，曾任所长（1991-1999）。